# Faculdade de Economia, Administração, Contabilidade e Gestão de Políticas Públicas da Universidade de Brasília
A Faculdade de Economia, Administração, Contabilidade e Gestão de Políticas Públicas da Universidade de Brasília (FACE) foi formada oficialmente em 2003, composta pelos departamentos de: Economia (ECO), Administração (ADM) e Contabilidade (CCA), que compunham a Faculdade de Estudos Sociais e Aplicados (FA). Em 2009, o curso de Gestão de Políticas Públicas foi acrescentado. Três de seus cursos apareceram na lista dos 10 melhores do Brasil nas respectivas áreas segundo o Ranking Universitário da Folha de S.Paulo em 2018: Ciências Contábeis em 6º lugar e Administração e Economia em 9º lugar.

## História

### Departamento de Administração
O curso de Administração está presente desde o início da Universidade de Brasília, em 21 de abril de 1962. Naquela época, havia três troncos básicos de estudo, sendo que Administração se encontrava no I: Direito; Administração; Economia. Entretanto, o curso só foi reconhecido em 26 de junho de 1969, 7 anos depois. O currículo do curso, por sua vez, foi estabelecido em 1971. Em 1989, implementou-se o primeiro curso noturno da universidade, o de Administração.

### Departamento de Ciências Contábeis
O curso de Ciências Contábeis foi criado em 1977 no turno diurno e em 1994 no turno noturno. Além disso, foi pioneiro a introduzir o ensino de teoria contábil e correção integral, em 1988, no Brasil. 

### Departamento de Economia
As atividades de ensino em Ciências Econômicas começaram em 1965 e já foram reconhecidas por instituições como os Conselhos Regional e Federal de Economia e o Tesouro Nacional. 

### Departamento de Gestão de Políticas Públicas
Ainda que o curso exista desde 2009, o Departamento de Gestão de Políticas Públicas somente foi criado em 2015. Antigamente, funcionava com um consórcio entre os Departamentos de Administração (ADM), Economia (ECO) e pelo Instituto de Ciência Política (IPOL).

## Estrutura
A faculdade está localizada a norte do Instituto Central de Ciências e a nordeste da Faculdade de Direito da Universidade de Brasília.

## Graduação

### Departamento de Administração
O Departamento de Administração conta com dois cursos: Administração diurno e Administração noturno, que possuem currículos semelhantes desde 2009, com a implementação de um novo Projeto Pedagógico de Curso (PPC). Em 2018, eram 55 professores, sendo que 23 atuam no curso diurno, 27 no noturno e 5 em ambos. 50 dos 55 professores são doutores. Além disso, o curso é dividido em seis eixos temáticos distintos: Administração Pública e Gestão Social; Estratégia e Inovação; Finanças; Estudos Organizacionais e Gestão de Pessoas; Marketing; Produção, Logística e Gestão da Informação.

### Departamento de Ciências Contábeis
O curso de Ciências Contábeis é dividido em diurno e noturno, sendo que o diurno possui 9 semestres e o noturno possui 11. O curso possui 46 professores.

### Departamento de Economia
O curso de Ciências Econômicas possui 46 professores.

### Departamento de Gestão de Políticas Públicas
Em 2019, o Departamento de Gestão de Políticas Públicas contava com 11 professores. Além disso, é somente oferecido em turno noturno.

## Pós-graduação

### Departamento de Administração
O Programa de Pós-graduação em Administração (PPGA - UnB) foi criado em 1976, através de um mestrado acadêmico. Décadas depois, veio o Mestrado Profissional em 2004 e o Doutorado em 2006. Atualmente, possui nota 5 pela CAPES.

### Departamento de Ciências Contábeis
O Programa de Pós-graduação em Ciências Contábeis da Universidade de Brasília substituiu o antigo programa, Programa Multi-institucional e Inter-regional de Pós-graduação em Ciências Contábeis da UnB/UFPB/UFRN. Atualmente, possui nota 4 pela CAPES.

### Departamento de Economia
O Programa de Pós-graduação em Economia (PPGECO) logo de início se uniu a outros programas de pós para criar a ANPEC - Associação Nacional de Pós-graduação em Economia - em 1973. Em 1996, o Doutorado em Economia é criado. Atualmente, possui nota 6 pela CAPES no mestrado e doutorado acadêmicos.